# 1848 в Україні

## Події

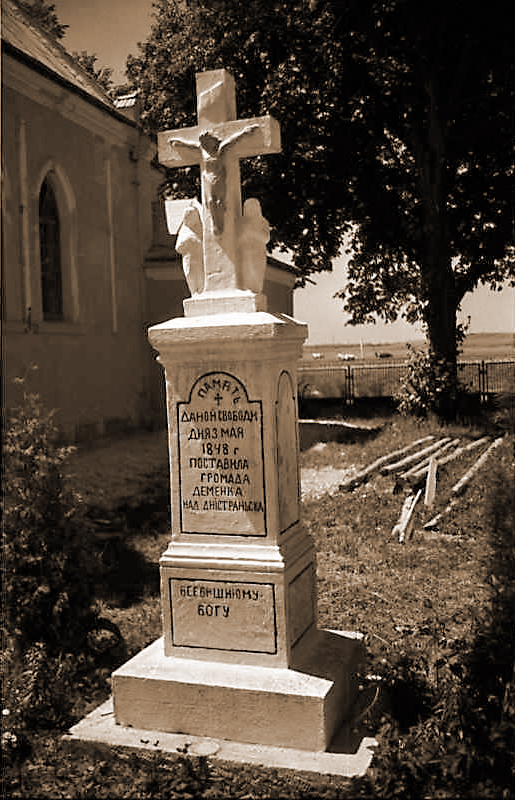
«Хрест Свободи» на честь скасування панщини в Галичині 1848 року

- початок революції 1848—1849 років (відомої під назвою «Весна націй» та «Народна Весна») — низка революцій (наймасштабніших у європейській історії хвилі революцій), що сталася в Європі у 1848 році.

- 2 травня — заснування першої української політичної організації «Головної Руської Ради» (оригінальне написання — Головна Руска Рада[1]) — у Львові під час революції в Австрійській імперії для захисту прав українського населення та створення в межах Австро-Угорщини української самоуправної області з Галичини, Буковини і Закарпаття. Головою був обраний перемишльський єпископ Григорій Яхимович.
- 15 травня:
  - початок виходу у Львові першої газета українською мовою — «Зоря Галицька» (ориг. Зоря Галицкая, Зоря Галицка) після відповідної ухвали на засіданні Головної Руської Ради 4 травня 1848 року.[2] Фактичний друкований орган Головної Руської Ради.
  - Селянська реформа в Австрії (зокрема, у Галичині, на Буковині і Закарпатті) — скасування панщини, проведене австрійським урядом під час революції 1848 року з метою пристосування економіки до потреб капіталістичного розвитку. Здійснена під тиском революційних подій.
- 16 липня — заснування у Львові Галицько-руської матиці — культурно-освітнього товариства в Королівстві Галичини та Володимирії[3].

## Особи

### Народились
- 11 січня Нагірний Василь Степанович (1848—1921) — український галицький архітектор та громадський діяч кінця XIX — початку XX століть. Засновник товариств «Славія», «Народна торгівля», «Сокіл», «Зоря», «Дністер», «Народна Гостиниця», «Товариство для розвою руської штуки».
- 5 лютого Алексеєнко Михайло Мартинович (1848—1917) — український вчений. Ректор Харківського університету (1890—1899).
- 18 лютого Міщенко Федір Герасимович (1848—1906) — російський історик і філолог. Професор (1889), член-кореспондент Петербузької АН (1895).
- 1 березня Борисикевич Михайло Михайлович (1848—1899) — український лікар-окуліст, доктор медицини.
- 13 березня Клопотовський Болеслав-Ієронім (1848—1903) — римо-католицький луцько-житомирський єпископ-суфраган (1897—1898), адміністратор луцько-житомирської дієцезії (1898—1899), ординарій цієї дієцезії (1899—1901) і архієпископ могильовський митрополит (1901—1903).
- 17 березня Огоновський Олександр Михайлович (1848—1891) — український правник, політик, громадський діяч.
- 10 квітня Ганкевич Володимир Іванович (1848—1880) — український галицький громадський діяч, адвокат, літератор, доктор права.
- 10 травня Чирвинський Микола Петрович (1848—1920) — український зоотехнік, один з основоположників зоотехнічної науки. Ректор Київського політехнічного інституту.
- 24 травня Дебогорій-Мокрієвич Володимир Карпович (1848—1926) — український політичний діяч, революціонер, публіцист, мемуарист.
- 29 червня Рябков Павло Захарович (1848—1926) — громадський діяч і етнограф.
- 2 липня Загорянський-Кисіль Аполлінарій Сергійович (1848 — після 1917) — російський віце-адмірал чорноморського флоту.
- 8 липня Бохановський Іван Васильович (1848—1917) український революційний діяч, з дворян Переяславського повіту Полтавської губернії.
- 13 липня Войцех Дідушицький (1848—1909) — польський граф, політичний діяч, археолог, письменник, публіцист, мистецтвознавець, драматург, містик-спіритуаліст. Прихильник порозуміння з українцями, потім — лідер «подоляків».
- 19 липня Порчинський Йосип Алоїзович (1848—1916) — російський ентомолог українського походження, один з фундаторів медичної, сільськогосподарської та лісової ентомології в Росії.
- 30 серпня Густав Бізанц (1848—1925) — архітектор, педагог, ректор Львівської політехніки.
- 31 серпня Стебельський Володимир (письменник) (1848—1891) — український письменник, журналіст, сатирик, гуморист, співробітник львівської та варшавської преси.
- 7 вересня Бродський Лазар Ізраїльович (1848—1904) — український підприємець єврейського походження, цукровий магнат, меценат і філантроп.
- 2 жовтня Завадський Михайло Ромулович (1848—1926) — визначний вітчизняний педагог, громадський діяч, редактор, видавець, один з фундаторів Єлисаветградського земського реального училища, засновник першого в Україні педагогічного часопису «Педагогічний вісник».
- 25 жовтня Францоз Карл-Еміль (1848—1904) — австрійський письменник, літературознавець і перекладач.
- 6 листопада Цегельський Михаїл (1848—1944) — церковний і громадський діяч у Галичині, греко-католицький священик, дійсний папський шамбелян (камергер), граф Римський.
- 7 листопада Маркович Дмитро Васильович (1848—1920) — український громадський і державний діяч, правник, письменник, міністр юстиції УНР.
- 14 листопада Замфір Арборе-Раллі (1848—1933) — румунський письменник, перекладач, публіцист і громадський діяч.
- 25 листопада Зубковський Іван Андрійович (1848—1933) — український лікар, відкривач миргородського джерела мінеральних вод, засновник Миргородського курорту.
- 8 грудня Ляшенко Микола Григорович (1848—1905) — офіцер Російської імператорської армії, полковник.
- 25 грудня Богаєвський Овксентій Трохимович (1848—1930) — український хірург, науковець, громадський діяч.
- 25 грудня Ковалів Степан Михайлович (1848—1920) — письменник і педагог, освітянський діяч, автор шкільних підручників, публіцист.
- 25 грудня Левицький Орест Іванович (1848—1922) — український історик, етнограф, письменник. Член Історичного товариства імені Нестора-Літописця, Київського товариства старожитностей і мистецтв, академік УАН.
- Алексоматі Микола Харлампійович (1848—1917) — український художник часів Російської імперії.
- Кнорре Євген Карлович (1848—1917) — російський інженер-будівельник.
- Марків Теодор (1848—1919) — український суддя, керівник Бучацького повітового суду ЗУНР.
- Охримович Ксенофонт (1848—1916) — діяч українського руху в Галичині, депутат австрійського парламенту, бурмістр Дрогобича.
- Сандуляк Іван (1848—1926) — український громадський діяч, селянин за родом занять, радикал, посол до Галицького сейму 1908—1913.
- Шпачинський Еразм Корнелійович (1848—1912) — математик, фізик, редактор і видавець журналу «Вестник опытной физики и элементарной математики».

### Померли
- 18 січня Берлинський Максим Федорович (1764—1848) — український педагог, історик, археолог, архівіст, релігійний діяч.
- 13 березня Корніс Йоганн Йоганнович (1789—1848) — землевласник, менонітський державний і громадський діяч, засновник Старобердянського лісництва.
- 15 серпня Соколов Петро Федорович (1791—1848) — російський живописець і графік.
- 16 жовтня Маюров Олексій Іванович (1780—1848) — математик, інженер, дійсний статський радник, член-кореспондент Імператорської Академії наук.
- 27 жовтня Станіслав Скарбек (1780—1848) — граф, відомий землевласник і меценат. Заснував у Львові театр свого імені, нині це Національний академічний український драматичний театр імені Марії Заньковецької.
- Абламович Ігнатій Карлович (1787—1848) — ординарний професор фізики, польський педагог.
- 3 (15) грудня 1848 — Євген Гребінка — український письменник, педагог, видавець, громадський діяч. (нар. 1812).

## Засновані, створені
- квітень Руський Собор (комітет)
- 13 квітня Центральна національна рада
- 2 травня Головна Руська Рада
- 19-26 жовтня Собор руських учених
- Галицько-Руська матиця
- Руська національна гвардія
- Філологічний факультет Львівського національного університету імені Івана Франка
- Денишівський чавуноливарний завод
- Мезенівський цукровий завод
- Михайлівський собор (Севастополь)
- Церква святого Миколая (Лапшин)
- Особняк Беретті (Київ)
- Будинок Дворянських зборів (Сімферополь)
- Парк санаторію «Карпати»
- Коломийський український аматорський театр
- Шосткинський казенний завод «Імпульс»

## Зникли, скасовані
- Костел Пресвятої Трійці і монастир тринітаріїв (Львів)
- Костел Святого Хреста і монастир францисканців (Львів)

## Видання, твори
- Батьківщина (львівська газета)
- Дневникъ Рускій
- Зоря Галицка
- Южный русский сборник

## Пам'ятні дати та ювілеї

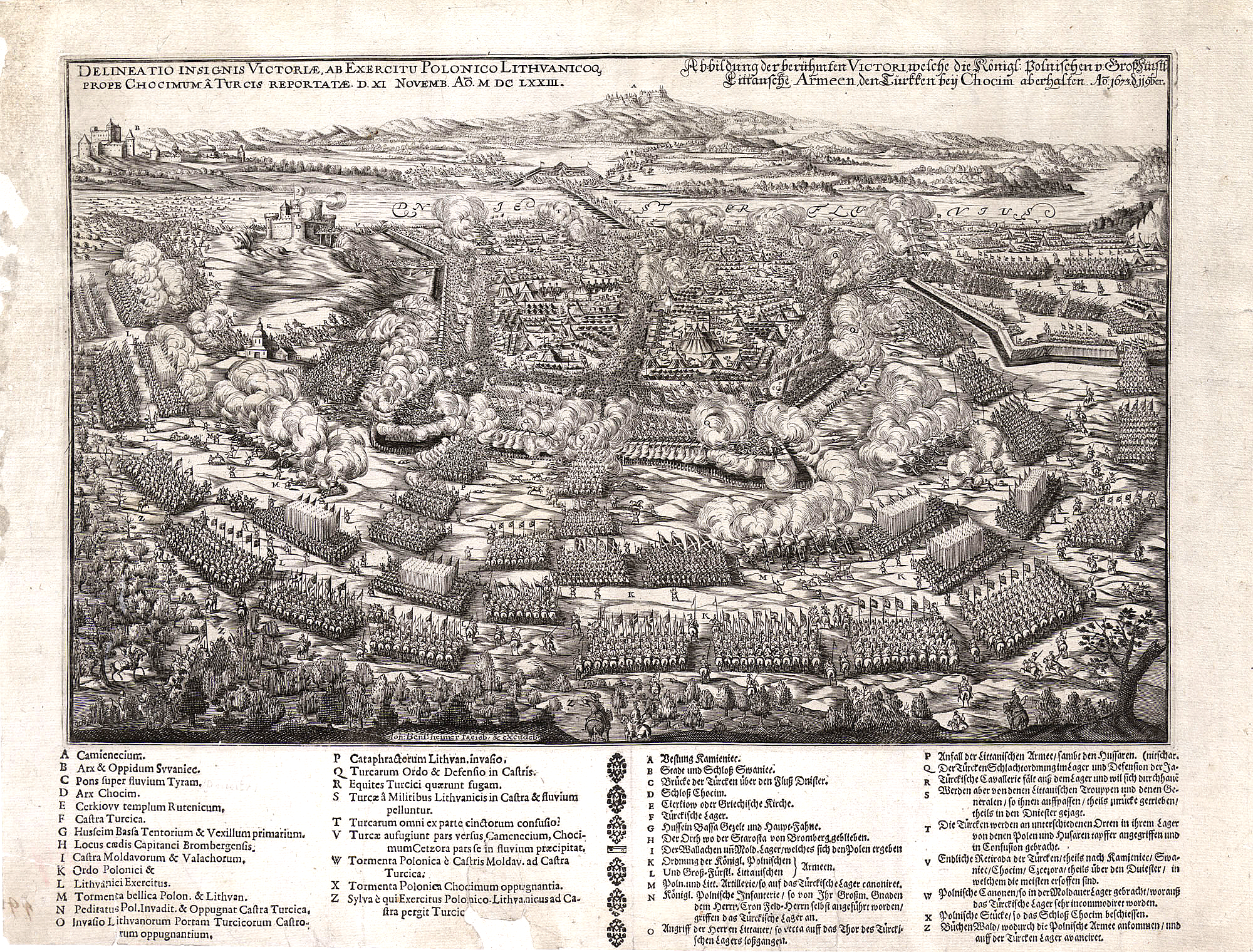
Хотинська битва

- 950 років з часу (898 рік):
  - Облоги Києва — нападу кочівників-угорців на чолі з ханом Алмошем на Київ в ході їх кочування на захід і попередній завоюванню батьківщини на Дунаї (з центром в Паннонії)[4].
  - першої писемної згадки про місто Галич[5][6][7] — колишньої столиці Галицько-Волинського князівства, наймогутнішої твердині на південно-західних давньоруських землях, а нині — центру Галицької міської громади Івано-Франківської області.
- 775 років з часу (1073 рік):

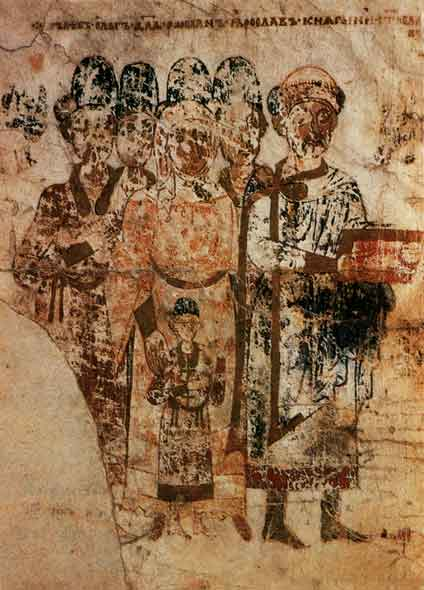
Зображення Святослава Ярославича в «Ізборнику» 1073 року

- - розпаду триумвірату в результаті захоплення великокняжого престолу Святославом Ярославичем (до 1076 року) за допомогою брата Всеволода[8].
  - укладення енциклопедичного збірника Ізборник Святослава[8].
- 675 років з часу (1173 рік):
  - другого походу великого князя володимирського Андрія Боголюбського на Київщину[9] та його розгромлення під Вишгородом українцями під командуванням Мстислава Ростиславича та луцького князя Ярослава Ізяславича, який після перемоги став великим київським князем[10].

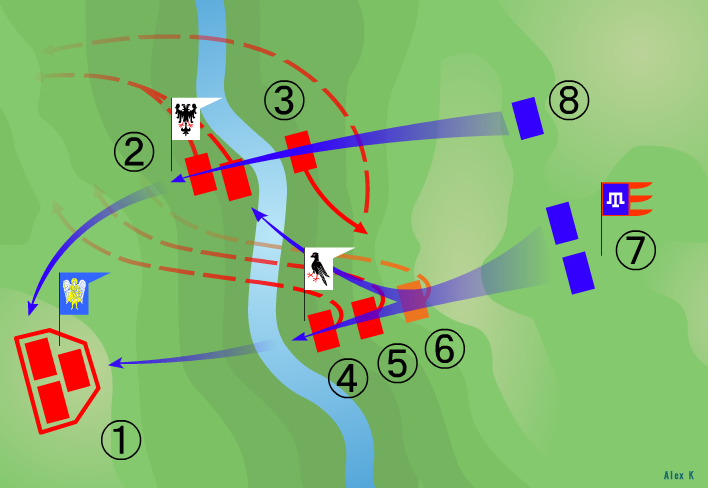
Уявний план битви на Калці за Іпатіївським літописом(31 травня 1223 року):1) Кияни Мстислава Романовича; 2) Чернігівці Мстислава Святославича; 3) Курчани Олега Святославича; 4) Галичани Мстислава Удатного; 5) Волинці Данила Романовича; 6) Половці Яруна; 7) Монголи Субедея і Джебе; 8) Бродники Плоскині.

- 625 років з часу (1223 рік):

- - 31 травня — битви на річці Калка, коли монгольські війська під командуванням полководців Чингізхана Субедея Баатура і Джебе-нойона перемогли спільні війська руських князів, під керівництвом Мстислава Романовича Київського, Мстислава Мстиславича Галицького, Мстислава Святославича Чернігівського та половецького хана Котяна Сутоєвича.[12].
- 525 років з часу (1323 рік):
  - Ліквідації Переяславського князівства.
- 500 років з часу (1348 рік):
  - вторгнення військ польського короля Казимира III на Галичину та Волинь.
- 450 років з часу (1398 рік):
  - проголошення Вітовта самостійним правителем Великого князівства Литовського, Руського та Жемайтійського.
- 400 років з часу (1448 рік):
  - 15 грудня — самовільне відокремлення Російської Православної Церкви від Київської Митрополії Константинопольського Патріархату та проголошення єпископа Рязанського Іони «Митрополитом Київським» самостійно, без дозволу Вселенського Патріархату[13].
- 350 років з часу (1498 рік):
  - князю Костянтину Острозькому вручено гетьманську булаву Великого князівства Литовського[14][15].
- 300 років з часу (1548 рік):
  - першої писемної згадки про місто Рені (в Ізмаїльському районі Одеської області).
- 275 років з часу (1573 рік):
  - походу флотилії Самійла Кішки в Чорне море до гирла Дунаю.
- 250 років з часу (1598 рік):
  - Повстання гетьмана реєстрового козацтва (1598—1599) Федора Полоуса проти польської влади, того ж року морський похід на Кілію, Білгород, Тягиню і Сілістрію.
  - заснування містечка Тростянець (селище міського типу Гайсинського району, Вінницької області).
  - заснування українськими козаками[16] слободи Більської (Стара Біла[17]) на території Острогозького Слобідського полку, шо стало містечком Старобільськом — районний центр у Луганській області.
- 225 років з часу (1623 рік):
  - обрання Михайла Дорошенка гетьманом Запорозького козацтва[6].
  - походу козацької флотилії Оліфера Голуба в Чорне та Азовське моря, розгром османської ескадри під Кафою.
  - морського походу під рукою гетьмана Михайла Дорошенка на Стамбул.

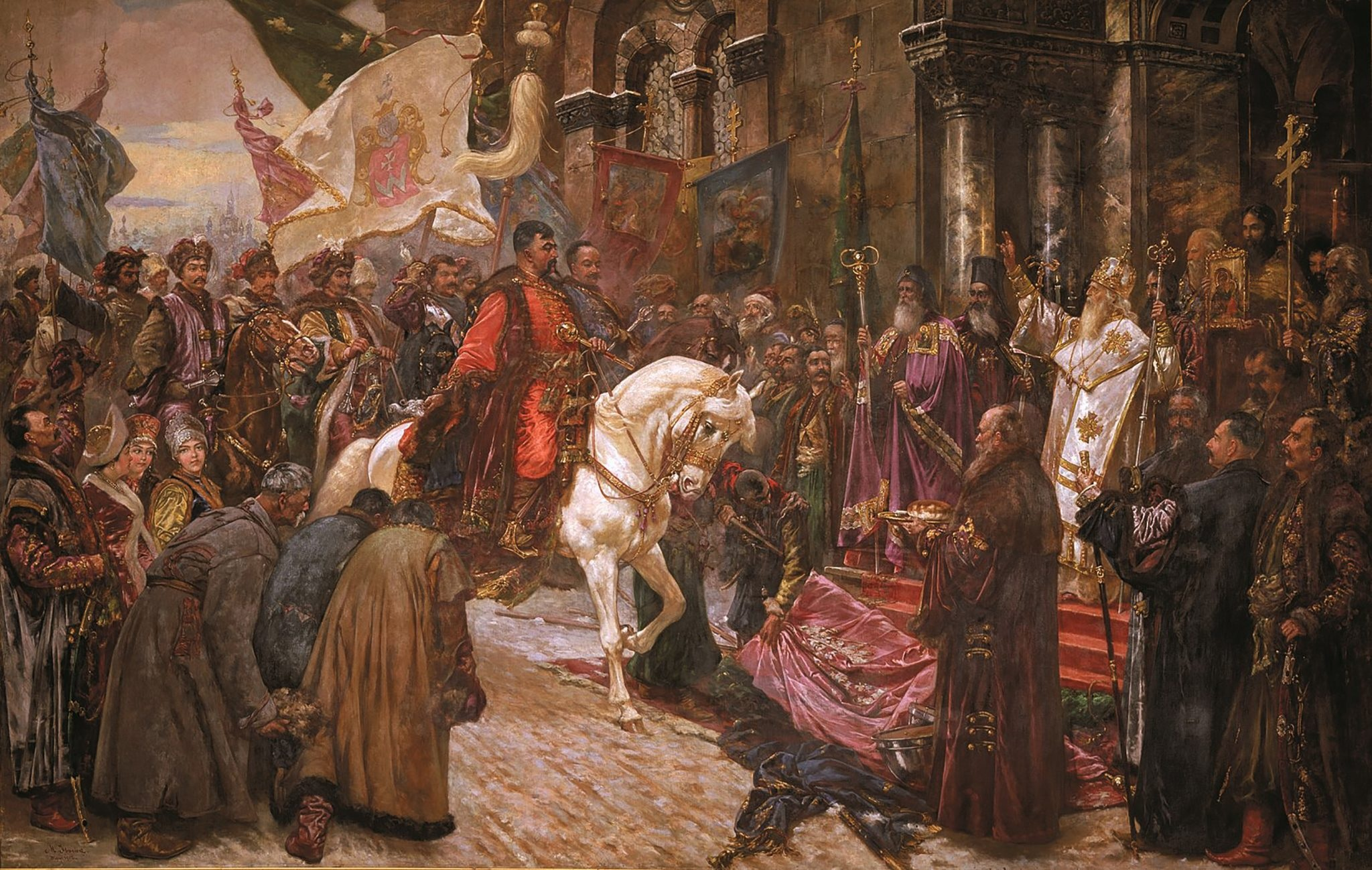
Тріумфальний в'їзд Богдана Хмельницького до Києва у грудні 1648 року

- 200 років з часу (1648 рік):

- - січень — початку повстання козаків на Запорожжі, початку визвольної війни, обрання гетьманом Богдана Хмельницького.
  - березень — укладення Бахчисарайського договору між Гетьманською Україною (гетьманом Богданом Хмельницьким) і Кримським ханством (Кримським ханом Іслямом Ґераєм III) про військово-політичний союз.
  - переможних битв українського козацтва під Жовтими Водами (29 квітня — 16 травня 1648), Корсунем (25 — 26 травня 1648), Пилявцями (21 — 23 вересня 1648)[6].
- 175 років з часу (1673 рік):

- - 11 листопада — Хотинської битви (у ході польсько-турецької війни), в якій об'єднане польське і литовське військо під командуванням коронного великого гетьмана Яна Собеського розбило турецьку армію на чолі з Хусейном-пашею.
  - походів Івана Сірка на Очаків та Ізмаїл[6].
- 125 років з часу (1723 рік):
  - ув'язнення у Петербурзі козацької старшини та обраного нею гетьмана Павла Полуботка.
- 50 років з часу (1798 рік):

- - видання перших трьох частин «Енеїди» Івана Котляревського в Санкт-Петербурзі, без відома автора, під назвою: «Енеида. На малороссійскій языкъ перелиціованная И. Котляревскимъ»[6][18].
- 25 років з часу (1823 рік):
  - утворення «Товариства з'єднаних слов'ян» (Слов'янський союз[19]) — таємна революційна організація, заснована у Новограді-Волинському, що ставила собі за мету знищення Російської імперії та створення федеративного союзу демократичних республік слов'янських народів.

### Установ та організацій
- 275 років з часу (1573 рік):
  - 25 лютого — заснування у Львові у монастирі святого Онуфрія Іваном Федоровим друкарні[6], де наступного року було надруковано перший східнослов'янський «Буквар»[20].

### Видатних особистостей

#### Народження
- 825 років з часу (1023 рік):
  - народження Анастасії Ярославни, королеви Угорщини (1046—1061 рр.) з династії Рюриковичів, дружини короля Андраша I; наймолодша дочка Ярослава Мудрого та Інгігерди, сестри королеви Франції Анни Ярославни та королеви Норвегії Єлизавети Ярославни (пом 1074).
- 425 років з часу (1423 рік):
  - народження Ма́ртина Ґа́штовта[21][22] / 1505) — київського воєводу, який 1471 року поклав кінець існуванню удільного Київського князівства.
- 325 років з часу (1523 рік):
  - народження Григорія Самборчика (або Григорія з Самбора) — українського (руського) вченого, поета епохи Відродження, гуманіста (пом. 26 лютого 1573).
- 225 років з часу (1623 рік):
  - народження Івана Брюховецького, українського військового, політичного і державного діяча, гетьмана Лівобережної України (1663—1668 рр.). (пом. 17 червня 1668).
  - народження Романа Ракушка-Романовського — державного і церковного діяча другої половини 17 століття. (пом. 1703).
  - народження Іри́ни Сомко — дружини українського гетьмана Якима Сомка. (пом. бл. 1678).
- 200 років з часу (1648 рік):
  - народження Девлета II Ґерая  — кримського хана у 1699—1702, 1709—1713 рр. з династії Ґераїв. (пом. 1718).
- 175 років з часу (1673 рік):
  - народження Гази III Ґерая  — кримського хана у 1704—1707 рр. з династії Ґераї. (пом 1709).
- 150 років з часу (1698 рік):
  - народження Андрія Барятинського  — князя, генерал-майора, члена Генерального військового суду (1734—1737), члена Правління гетьманського уряду (1735—1737)[23], представник княжого роду Барятинських (Борятинських) — нащадки Черніговського князя Михайла Всеволодича.[24] (пом. 1750)
  - народження Митрополита Тимофі́й — релігійного діяча, митрополита Київського та Галицького (1748—1757). (пом. 1767).
- 125 років з часу (1723 рік):
  - 31 жовтня — народження Йова (Базилевича)  — ректора Переяславського і Харківського колегіумів, єпископа Переяславського та Бориспільського безпатріаршої РПЦ. (пом. 1776).
  - народження Василя Григоровича Туманського  — Генерального писаря в 1762—1781 роках, бунчукового товариша, дійсного статського радника. (пом.. 1809).
- 75 років з часу (1723 рік):
  - народження Василя Назаровича Каразіна — українського вченого, винахідника, громадського діяча. Засновника Харківського університету (1805), ініціатора створення одного з перших у Європі Міністерства народної освіти. (пом. 1842).
- 50 років з часу (1798 рік):
- народження Хведора Вовка — українського кобзаря та кобзарського цехмайстера у 1848—1889 рр. (пом.. 1889).
- 25 років з часу (1823 рік):
  - 3 березня — народження Костянтина Ушинського — педагога, реформатора шкільної освіти (пом. 1870).
  - 9 квітня — народження Івана Посяди — українського громадського діяча, педагога, члена Кирило-Мефодіївського Братства. (пом. 1894).
  - 22 квітня — народження Василя Ільницького — українського історика, культурного діяча, педагога, письменника, театрального критика, священика УГКЦ. (пом. 1895).
  - 3 серпня — народження Каллиника Мітюкова — професора римського права, ректора Київського університету. (пом. 1885)
  - 9 серпня — народження Олександра Навроцького — українського громадсько-політичного і культурного діяча, поета і перекладача, члена Кирило-Мефодіївського братства. (пом. 1892).
  - 18 жовтня — народження Платона Павлова — історика, освітнього та громадського діяча. (пом. 1895).
  - 29 листопада — народження Матвія Номиса (справжнє прізвище — Симонов) — українського етнографа, фольклориста, письменника і педагога. (пом. 1901).
  - 4 грудня — народження Івана Гушалевича — українського поета, письменника і драматурга, політичного діяча, журналіста, видавця, теолога. (пом. 1903).
  - народження Ізраїля Бродського — київського підприємця, засновника «цукрової імперії», мецената. (пом. 1888).

#### Смерті

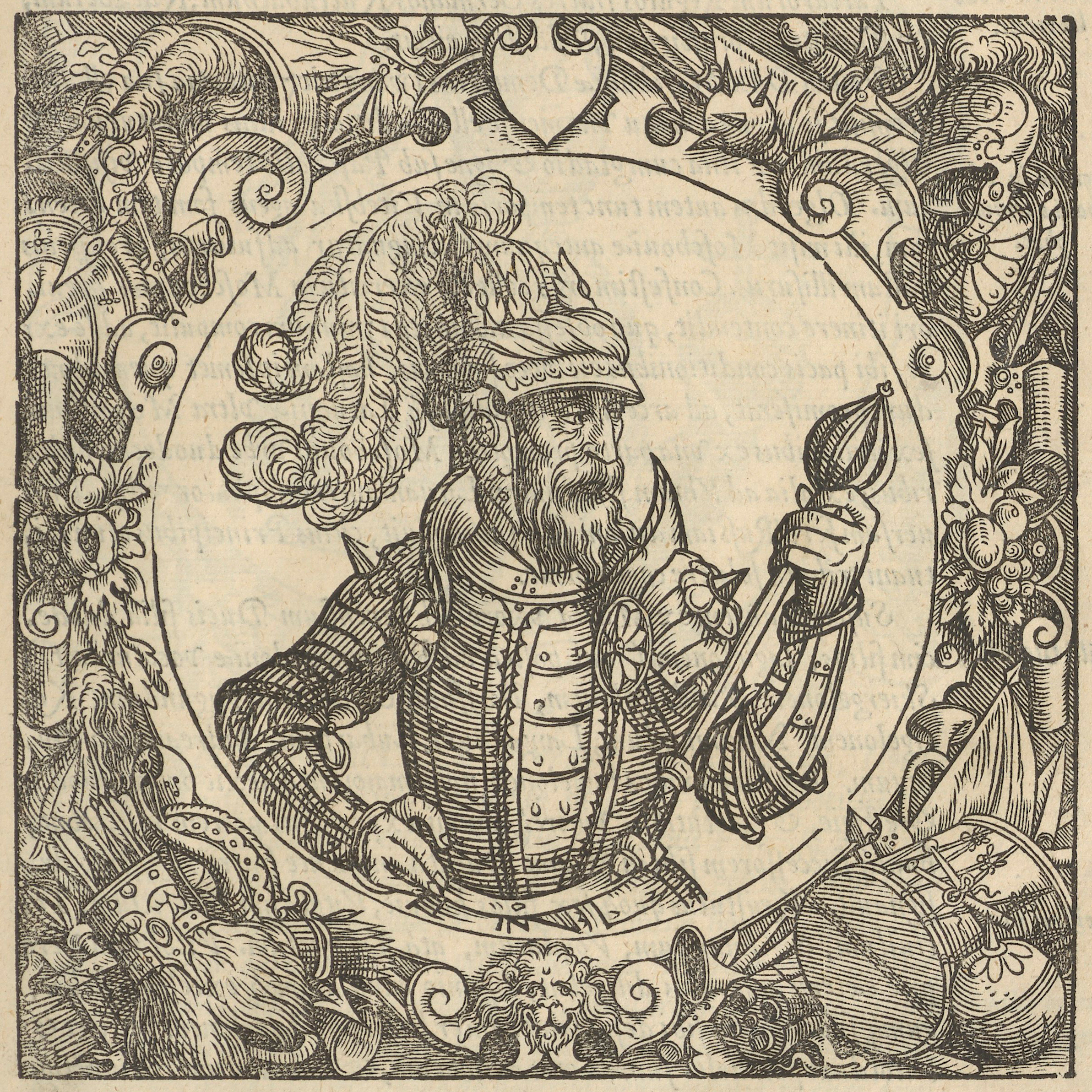
уявний портрет Ольгерда Гедиміновича 1578 року

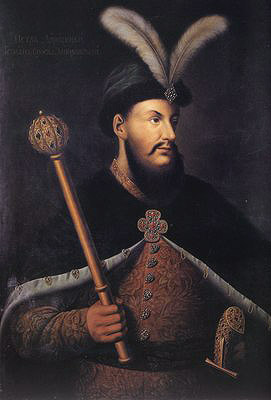
Гетьман Війська Запорозького (1665—1676) Петро Дорошенко

- 775 років з часу (1073 рік):

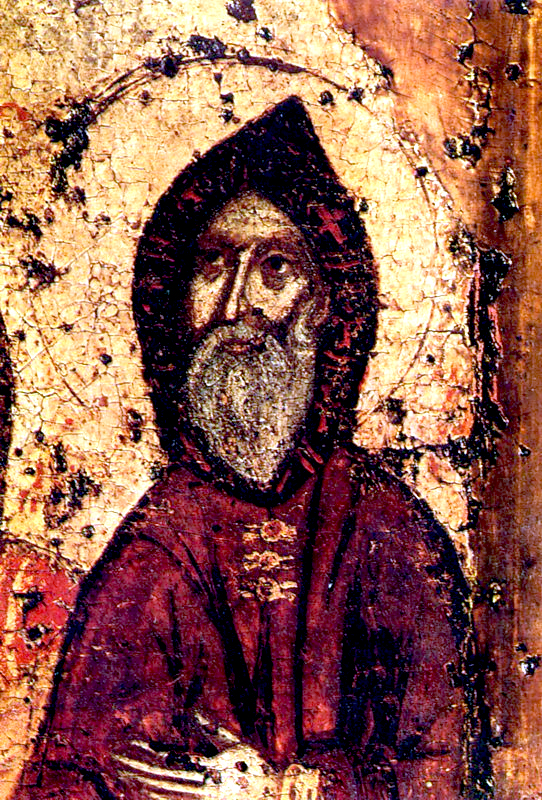
Фрагмент Свенської ікони Божої Матері

- - смерті Антонія Печерського, церковного діяча Русі-України, одного із засновників Києво-Печерського монастиря і будівничог Свято-Успенського собору (нар 983)[6][25];
- 750 років з часу (1098 рік):
  - смерті Єфре́ма II Переясла́вського — церковного діяча, святого XI–XII століть, митрополита Київського.
- 650 років з часу (1198 рік):
  - смерті Ники́фора ІІ — митрополита Київського та всієї України (1182—1198)[26]
- 625 років з часу (1223 рік):
  - 2 червня — смерті Мстисла́ва Рома́новича (Мстисла́ва Старого) — Великого князя Київського (1212—1223) (нар. 1156).
- 500 років з часу (1323 рік):
  - смерті Андрі́я Ю́рійовича та Лева II Ю́рійовича[27]) — галицьких князів із династії Романовичів, співправителів Королівства Русі та Галицько-Волинського князівства[28].
- 475 років з часу (1373 рік):

- - 24 травня — смерті Ольгерда Гедиміновича, великого князя литовського, який за понад 40 років свого правління створив найбільшу державу Європи, що простягалась від Балтійського до Чорного моря (нар. бл. 1296)[29].
- 325 років з часу (1523 рік):
  - смерті Мехме́да I Ґера́я (крим. I Mehmed Geray, ۱محمد گراى‎) — кримського хана у 1515—1523 рр. з династії Ґераї. (нар. 1465).
- 300 років з часу (1548 рік):
  - 1 квітня смерті — Сигізмунда I, короля польського і великого князя Литовського (з 1506 р.) з династії Ягеллонів. (нар. 1 січня 1467).
  - смерті Єжи Крупського — українського[30] шляхтича Королівства Польського, дипломата, воєначальника, каштеляна м. Белз (1509 р.) та м. Львова у 1515 р., белзький воєвода в 1533 р. (нар. 1472).
- 275 років з часу (1573 рік):
  - 26 лютого — смерті Григорія Самборчика (або Григорія з Самбора) — українського (руського) вченого, поета епохи Відродження, гуманіста (нар. 1523).
- 225 років з часу (1623 рік):
  - травень — смерті Богдана Конша[31]) — гетьмана Війська Запорозького.
- 200 років з часу (1648 рік):
  - 16 травня — смерті Мики́ти Ґалаґа́на — українського національного героя, який загинув у ході Корсунської битви.
  - смерті Фе́дора Скоропа́дського — українського військового діяча 17 століття, який загинув в битві на Жовтих Водах.
- 175 років з часу (1673 рік):
  - смерті Степана Орлика — литовсько-білоруського шляхтича польсько-чеського походження, батька українського гетьмана Пилипа Орлика. (нар. 1622).
- 150 років з часу (1698 рік):

- 19 листопада — смерті Петра Дорофійовича Дорошенка — українського військового, політичного і державного діяча; Гетьмана Війська Запорозького, голови козацької держави на Правобережній Україні (1665—1676 рр.). (нар. 14 травня 1627 р.).
- 125 років з часу (1723 рік):
  - 23 листопада — смерті Івана Григоровича Донець-Захаржевського — українського козацького військового діяча, наказного полковника Харківського слобідського козацького полку.
  - Афанасія Олексійовича Заруцького — українського письменника-панегіриста.
- 100 років з часу (1748 рік):
  - 18 травня — смерті Селіма II Ґерая — кримського хана з династії Ґераїв (1743—1748). (нар.. 1708).
- 50 років з часу (1798 рік):
  - смерті Ієроніма (Блонського) — церковного діяча, архімандрита Київського Михайлівського Золотоверхого монастиря, ректор Києво-Могилянської академії (1791—1795). (нар.. 1735).
- 25 років з часу (1823 рік):
  - 1 квітня — смерті Модеста Гриневецького — церковного діяча (УГКЦ), богослова та історика, джерелознавеця, професора і ректора Львівського університету. (нар.. 1758).
  - 29 квітня — смерті Івана (Іринея) Фальковського (Фальківського) — українського науковця (історика, математика, географа, астронома), письменника, ректора Києво-Могилянської академії, єпископа Чигиринського, Смоленського і Дорогобузького. (нар. 1762).
  - 1 вересня — смерті Катерини Бойко (Шевченко) — матері Тараса Григоровича Шевченка. (нар. 1783).
  - 9 листопада — смерті Василя Капніста — українського поета, драматурга і громадсько-політичного діяча. (нар. 1758).
  - смерті Халіма Ґерая — принца з династії Ґераїв, кримськотатарського хроніста, історика та поета (нар. 1772).